# Le Vieux Fusil
Le Vieux Fusil is een Frans-Duitse oorlogsfilm uit 1975 onder regie van Robert Enrico.
De film beschrijft hoe een vreedzame dokter zich tijdens de Tweede Wereldoorlog ontpopt tot een wraakzuchtig en gewelddadig man nadat de Duitsers zijn vrouw en dochter vermoord hebben. De film is gebaseerd op het bloedbad van Oradour-sur-Glane in 1944.

## Verhaal
Zuid-Frankrijk, 1944. Dokter Julien Dandieu verzorgt af en toe verzetsstrijders in zijn hospitaal. Omdat hij bedreigd wordt door de Milice française besluit hij vrouw en kind in veiligheid te brengen in een kasteel dat de familie bezit op het platteland, in de onmiddellijke buurt van een dorpje. Omdat hij niet echt zonder hen kan leven gaat hij hen een kleine week later opzoeken. Bij aankomst in het dorp treft hij er niemand aan. Alle dorpelingen werden samengedreven en neergeschoten in de parochiekerk. Vervolgens ontdekt hij de levenloze lichamen van zijn vrouw en zijn dochter. Julien is radeloos van verdriet en woede en beraamt plannen om zijn geliefden te wreken. Daarvoor gaat hij het jachtgeweer van zijn vader gebruiken dat hij in een kast vindt.

## Rolverdeling
| Acteur                | Personage                                  |
| --------------------- | ------------------------------------------ |
| Philippe Noiret       | dokter Julien Dandieu                      |
| Romy Schneider        | Clara Dandieu                              |
| Jean Bouise           | François, chirurg en vriend van Julien     |
| Joachim Hansen        | SS-officier                                |
| Robert Hoffmann       | luitenant                                  |
| Karl Michael Vogler   | dokter Müller                              |
| Madeleine Ozeray      | mevrouw Dandieu, moeder van Julien         |
| Caroline Bonhomme     | Florence Dandieu op achtjarige leeftijd    |
| Catherine Delaporte   | Florence Dandieu op dertienjarige leeftijd |
| Antoine Saint-John    | Duitse soldaat                             |
| Jean-Paul Cisife      | leider van de militie                      |
| Jean-Pierre Garrigues | stagiair geneeskunde in het ziekenhuis     |

## Casting
Lino Ventura werd eerst gevraagd voor de hoofdrol, maar hij weigerde omdat hij het scenario te gewelddadig vond.

## Prijzen en nominaties
| jaar | prijs | categorie                              | genomineerde(n)             | uitslag     |
| ---- | ----- | -------------------------------------- | --------------------------- | ----------- |
| 1976 | César | Beste film                             | Beste film                  | Gewonnen    |
| 1976 | César | Beste acteur                           | Philippe Noiret             | Gewonnen    |
| 1976 | César | Beste regisseur                        | Robert Enrico               | Genomineerd |
| 1976 | César | Beste mannelijke bijrol                | Jean Bouise                 | Genomineerd |
| 1976 | César | Beste scenario, origineel of aangepast | Robert Enrico Pascal Jardin | Genomineerd |
| 1976 | César | Beste filmmuziek                       | François de Roubaix         | Gewonnen    |
| 1976 | César | Beste cinematografie                   | Étienne Becker              | Genomineerd |
| 1976 | César | Beste montage                          | Eva Zora                    | Genomineerd |
| 1976 | César | Beste geluid                           | Bernard Aubouy              | Genomineerd |
| 1985 | César | César des Césars                       | César des Césars            | Gewonnen    |